# Cúllar Vega
Cúllar Vega és un municipi andalús situat en la part central de la Vega de Granada (província de Granada). Limita amb els municipis de Vegas del Genil, Churriana de la Vega i Las Gabias. Pel seu terme municipal transcorre el riu Dílar.

## Fills il·lustres
- Manuel Ruíz Arquelladas (1892-1984), organista i compositor.